# Élections législatives néo-zélandaises de 1902
Les élections législatives néo-zélandaises de 1902 ont lieu les 25 novembre (maori) et 22 décembre (général) 1902 pour élire 80 députés de la Chambre des représentants.

## Résultats
|       |                     |                     |         |      |        |     |
| Parti | Parti               | Dirigeant           | Voix    | %    | Sièges | +/- |
|       | Parti libéral       | Richard Seddon      | 215 378 | 51,8 | 47     | -2  |
|       | Conservateurs       | William Massey      | 85 652  | 20,6 | 19     | =   |
|       | Autres Indépendants | Autres Indépendants | 115 173 | 27,7 | 14     | +8  |
|       |                     |                     |         |      |        |     |
| Total | Total               | Total               | 416 203 | 100  | 80     | +6  |